# Touret à meuler

Roues abrasive sur un touret

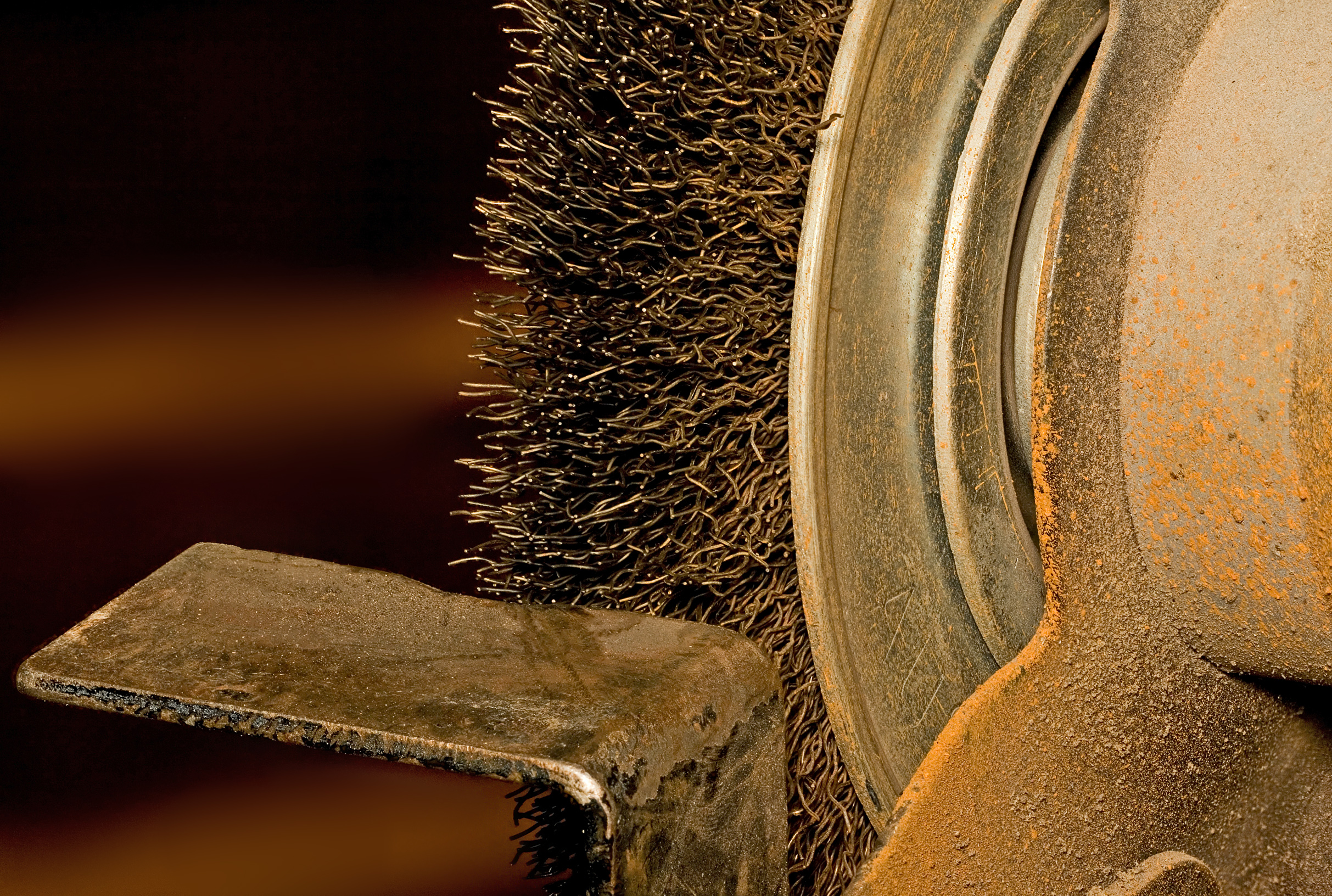
Brosse métallique de 200 mm montée sur un touret

Un touret à meuler est une machine fixe qui met en rotation une ou deux roues abrasives. Cet outil est utilisé pour meuler, polir, affûter ou des pièces métalliques, selon le type de roue qui est montée.